# Peperoni sotto vinaccia
I peperoni sotto vinaccia sono un antipasto a base di peperoni crudi conservati sotto le vinacce, tipico della cucina piemontese.

## Preparazione
Per preparare i peperoni sotto raspa vanno scelte bacche con la buccia sana e integra. Dopo essere stati lavati i peperoni vengono tenuti ad asciugare all'aria aperta, con ancora il picciolo attaccato, per circa una settimana. Vengono poi disposti in damigiane di vetro a bocca larga immersi in una salamoia composta di aceto di vino ed acqua salata e ricoperti da una abbondante quantità di vinaccia. I peperoni vanno poi tenuti per circa due mesi nei recipienti, dopodiché sono pronti per il consumo.

## Consumo

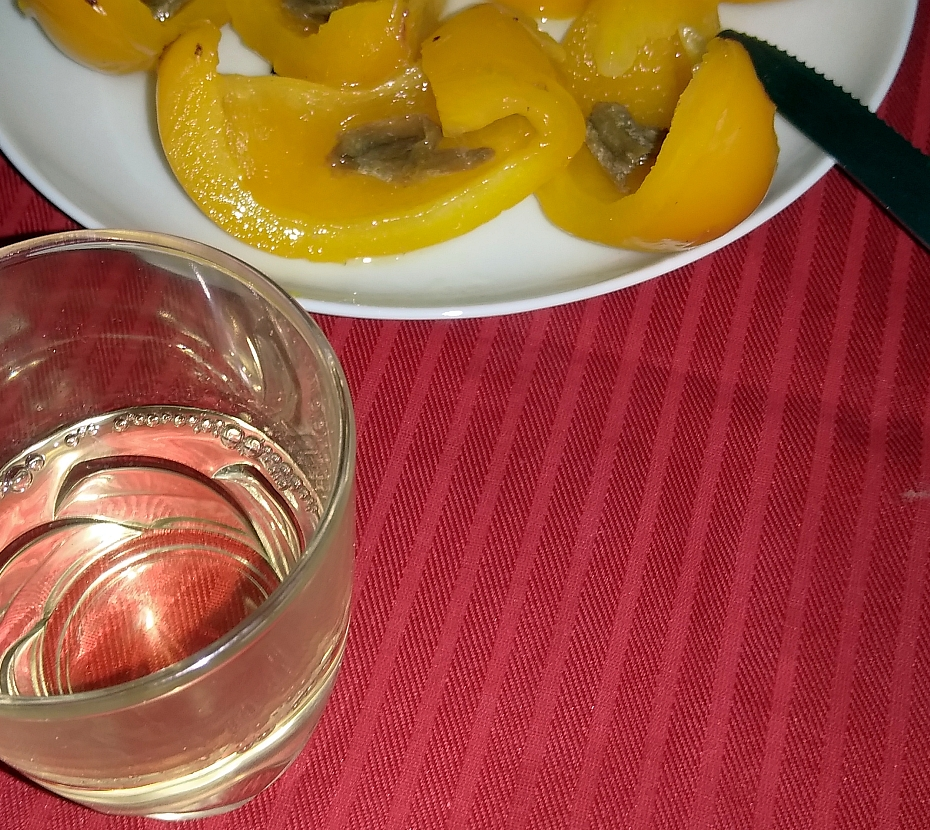
Un piattino di peperoni sotto vinaccia con olio e acciughe

I peperoni sotto vinaccia si possono consumare come antipasto, affettati e in genere conditi con olio e sale. Sono anche utilizzati come accompagnamento della bagna càuda.

## Varianti e diffusione
Particolarmente indicati per questa preparazione vengono considerati i peperoni di Capriglio, tutelati come presidio Slow Food. Una tradizionale modalità di conservazione alternativa alla damigiana di vetro (oggi più comune) era in botticelle in legno. La preparazione oltre che in Piemonte è diffusa anche in alcune zone del Lazio, in particolare attorno a Frosinone. Sono riconosciuti ufficialmente come PAT con il nome di Peperone alla vinaccia.